# Star Lausanne HC
Der Star Lausanne Hockey Club war ein Schweizer Eishockeyclub aus Lausanne, der am 7. Februar 1923 gegründet wurde. 1941 zog der Verein auf die neu erbaute Kunsteisbahn in den Stadtteil Montchoisi und fusionierte im Zuge dessen mit dem Eishockeyteam der Lausanne-Université zum Montchoisi HC. Dieser neue Club spielte fortan teils unter dem Namen Blue Star, ehe sich 1958 die ehemaligen Mitglieder des Star HC zu einer Ausgründung entschlossen.
Star Lausanne spielte bis 2016 in der drittklassigen 1. Liga. 2009 wurde der Club Ligameister und nahm an der Aufstiegsrunde zur National League B teil, unterlag dort aber im Finale Gastgeber EHC Frauenfeld mit 1:3.
2016 folgte die Fusion mit HC Forward Morges zum neuen Club Star Forward. In der Saison 2017/18 wurde der Verein in die neu geschaffene MySports League aufgenommen.